# Olios grapsus
Olios grapsus är en spindelart som beskrevs av Charles Athanase Walckenaer 1837. Olios grapsus ingår i släktet Olios och familjen jättekrabbspindlar. Inga underarter finns listade i Catalogue of Life.